# Roland Hassel
Roland Hassel är en fiktiv polis och huvudperson i en romanserie av Olov Svedelid. Hassel figurerar i ett 30-tal hårdkokta procedur-deckare, som i de allra flesta fall utspelar sig i Stockholm. Tillsammans med sina kollegor på spaningsavdelningen bekämpar Hassel den allt grövre kriminaliteten i Sverige.

## De utgivna böckerna
De böcker som är skrivna med fetstil har filmatiserats; talet inom parentes anger i vilken ordning de filmats.

1. 1972 - Anmäld försvunnen (1)
2. 1973 - Svarta banken (8)
3. 1974 - Beskyddarna (2)
4. 1975 - Vapenhandlarna
5. 1975 - Guds Rötter
6. 1979 - Slavhandlarna (3)
7. 1980 - Säkra papper (4)
8. 1981 - Glitter
9. 1982 - Terrorns finger (5)
10. 1983 - Botgörarna (9)
11. 1984 - Offren (6)
12. 1987 - Barnarov
13. 1988 - Gengångarna
14. 1989 - De giriga (7)
15. 1990 - Facklorna
16. 1991 - Utpressarna (10)
17. 1992 - Plundrarna
18. 1993 - Förgörarna (11)
19. 1994 - Förfalskarna
20. 1995 - Piraterna
21. 1996 - Dödens medicin
22. 1997 - Giftiga karameller (novellsamling)
23. 1998 - Domens dag
24. 1999 - Dödens budbärare
25. 1999 - Rovriddarna (novell ursprungligen publicerad i Dast-Magazine 1999:1)
26. 2001 - Hassel och jakten på lilla Mona (novell i pocketversion)
27. 2002 - Nödens handelsmän
28. 2002 - Hassel och utpressarna (novell i pocketversion)
29. 2003 - Hassel och Osiris hämnd (novell i pocketversion)
30. 2003 - Främlingarna
31. 2004 - Död i ruta ett

## Filmerna
På 1980- och 90-talen blev Hassel även en populär figur i tio TV-filmer (se Hassel-serien nedan) och en långfilm för bio, Förgörarna, alla med Lars-Erik Berenett i huvudrollen som Roland Hassel. Filmen Privatspanarna har till skillnad från de föregående filmerna inte någon av Svedelids böcker som förlaga.
Siffrorna inom parentes anger i vilken ordning som böckerna är skrivna

1. 1986 - Hassel – Anmäld försvunnen (1)
2. 1986 - Hassel – Beskyddarna (3)
3. 1989 - Hassel – Slavhandlarna (6)
4. 1989 - Hassel – Säkra papper (7)
5. 1989 - Hassel – Terrorns finger (9)
6. 1989 - Hassel – Offren (11)
7. 1992 - Hassel – De giriga (14)
8. 1992 - Hassel – Svarta banken (2)
9. 1992 - Hassel – Botgörarna (10)
10. 1992 - Hassel – Utpressarna (16)
11. 2000 - Hassel – Förgörarna (18)
12. 2012 - Hassel – Privatspanarna (-)

### Ny TV-serie
Den 19 juli 2014 rapporterade Aftonbladet att produktionsbolaget Nice Drama hade köpt filmrättigheterna till Olov Svedelids böcker om Roland Hassel och att en ny dramaserie på 10-12 avsnitt om Hassel var på gång. Producenten Henrik Jansson-Schweizer berättade att serien kommer att visas utanför Sverige och att inga skådespelare var ännu klara för rollerna. Lars-Erik Berenett bekräftade dock att han inte skulle återvända som Hassel.
Den 21 oktober 2016 presenterades upplägget för den nya serien om 10 avsnitt som produceras. Ola Rapace tog över rollen som Roland Hassel och i övriga roller medverkade bland andra Aliette Opheim, Shanti Roney, Tomas Laustiola, Nanna Blondell och Ana Gil de Melo Nascimento. Alla tio avsnitt regisserades av Amir Chamdin och filmerna fick premiär på Viaplay den 8 september 2017 och visades därefter på TV3 från den 16 oktober 2017.